# Шоста київська гімназія

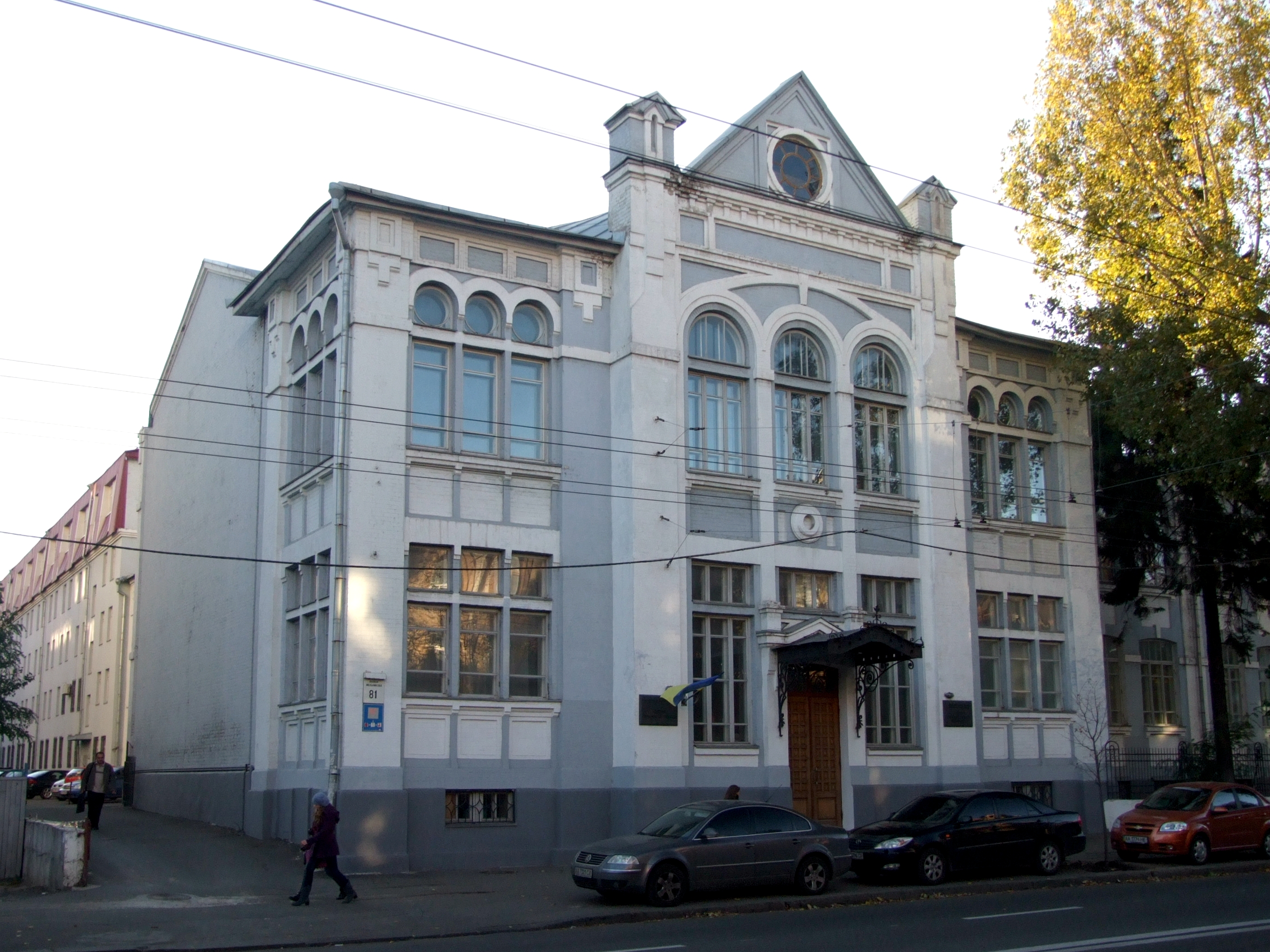
Будівля гімназії, вул. Ю.Іллєнка, 81. Вхідна група

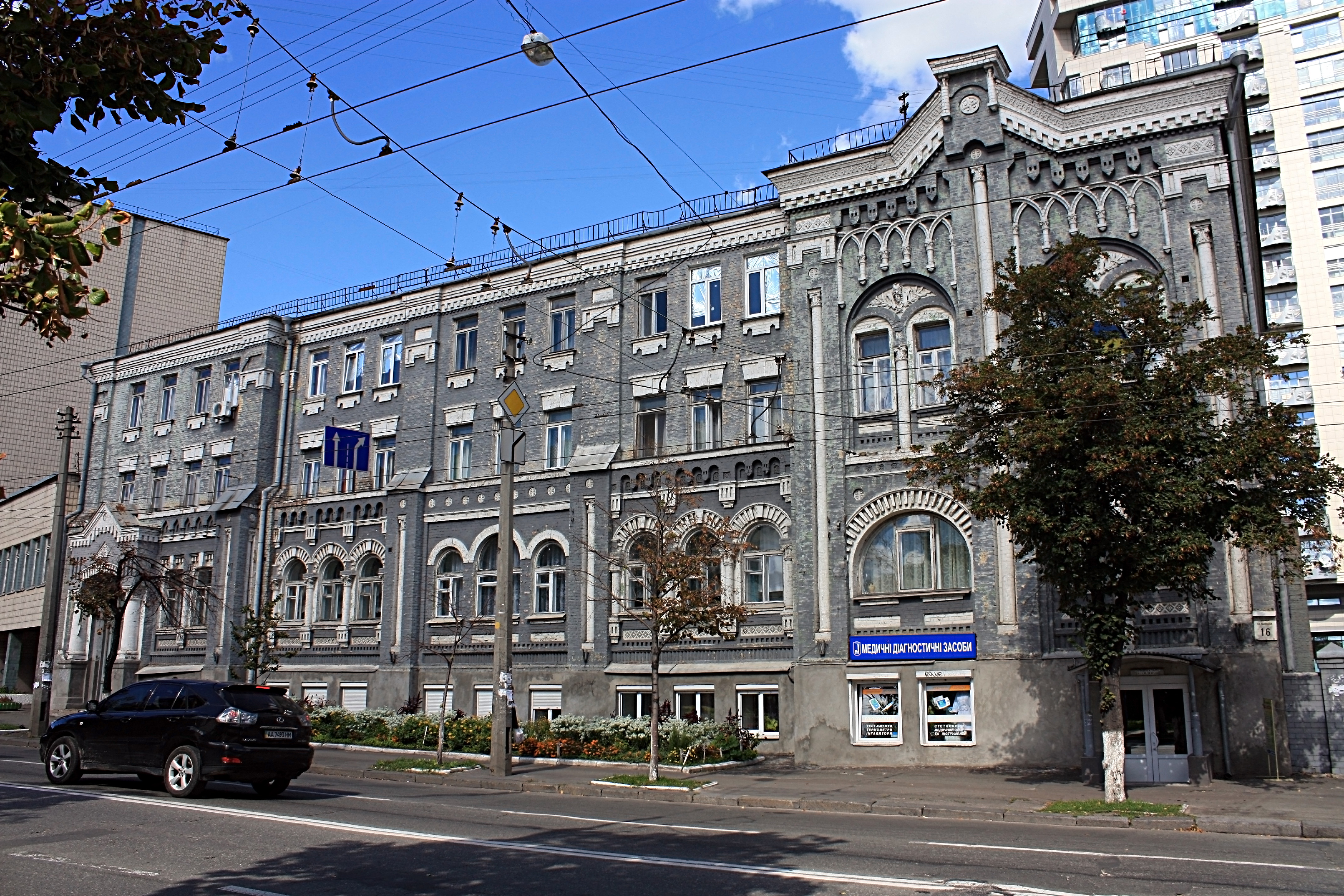
Перша будівля гімназії у 1908-1913 роках, вул. Ю.Іллєнка, 16

Шоста київська гімназія, Шоста чоловіча гімназія, Лук'янівська гімназія — середній загальноосвітній заклад, заснований 1885 року в Києві на Лук'янівці.

## Історія
Гімназію було засновано 1908 року. Спершу гімназія орендувала особняк, що належав генералові Пишенкову. Цей перший корпус гімназії був розташований за адресою Велика Дорогожицька вулиця, 50 (тепер вулиця Юрія Іллєнка, 16). 1912—1913 роках для гімназії побудували за проектом архітекторів Олександра Кобелєва та Петра Жукова нове приміщення за адресою Велика Дорогожицька вулиця, 75 (тепер Юрія Іллєнка, 81).  Зараз у цьому приміщенні знаходиться Економічний інститут. При гімназії була 7-ма земська лікарня. Зараз у цьому приміщенні знаходиться Державна кримінально-виконавча служба України.
У гімназії навчався Теодосій Добжанський, визначний біолог, генетик, зоолог, ентомолог та еволюціоніст.